# 高齢者福祉

OECD各国のGDPにおける社会的支出割合（％、種類別）。オレンジが高齢者福祉。

高齢者福祉（こうれいしゃふくし、英語: Old-age Welfare）とは、社会福祉制度の一分野で、特に高齢者を対象とするサービスのことを指し、老人福祉とも呼ばれる。広義では高齢者の所得保障や医療保障などを含む。
日本では、人口の高齢化が世界に類を見ないスピードで上昇、高齢化率は21%以上の超高齢社会となり、サービス受給者は増加の一途をたどっている。

## 概要

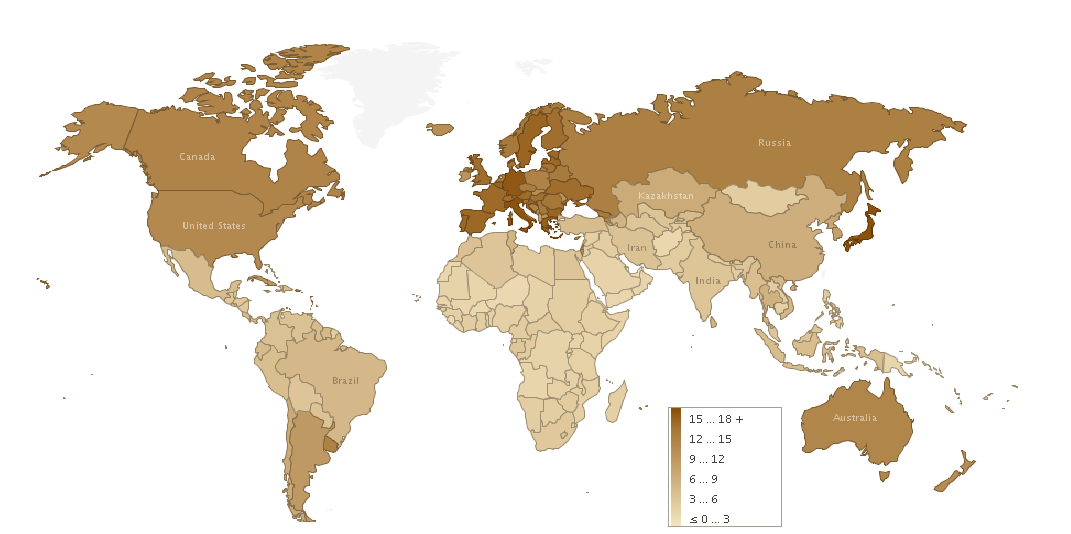
各国の65歳以上人口割合

高齢化はサービスを必要とする人口の増加と、サービスの担い手であり税・保険料負担の大きい若年世代の人口の相対的減少を意味し、増加する一途の費用をどこに求めるかが課題となっている。
2000年度には介護保険制度が発足し、老人介護は公的社会保険によって行うこととなった。

この背景には、核家族化により要介護老人を嫁ひとりが世話をしなければいけない状況や、独居高齢者で介護する親族が近隣にいないなど、家族や親族の介護力が低下し、寝たきり老人発生の一因ともなっていたこと。
介護力の低下と福祉サービスの量の貧困は、自宅で介護できない高齢者を介護目的で医療機関に入院させる社会的入院の原因となり、医療費の増加や高齢者の自立を遠ざける結果となっていたことがある。
高齢者虐待は、21世紀になってようやく対策がとられ始めているが、悪質リフォームなど認知症高齢者への悪徳商法が2005年に大きく社会問題化するようになった。認知症老人の消費者詐欺を予防する対策として、成年後見制度があり、全国的に日常生活自立支援事業（旧名称：地域福祉権利擁護事業）が行われているが、サービスを使いやすくするための工夫や従事者の増員が求められている。

## 日本の高齢者福祉の歴史
第二次世界大戦後の高齢者福祉は右肩上がりの経済成長のもと、一時期、70歳以上を対象とする老年医療の窓口負担を無料としたり、年間5万円の公的年金も存在し「ばらまき福祉」といわれた時代があった。しかし、オイルショックによる経済成長のかげり、予想を遥かに上回る人口の高齢化の進展によって、このようなばらまき福祉は財政上維持できなくなった。こういった状況をふまえて1982年に老人保健法が制定され、69歳以下の医療費窓口負担を2割へ引き上げるとともに高齢者医療事業や保険事業を無料から有料に切り替え、老人保健法に該当しない場合のみ老人福祉法による手厚い福祉が受けられるという体制に切り替えた。しかし、人口の高齢化は更に進み、福祉の適用範囲を減らしたにもかかわらずまたもや財政上破綻をし、従来老人福祉法、老人保健法の管轄であった介護部門を別の財源で行うことにした。これが介護保険法である。このように高齢者福祉は戦後のばらまき福祉から、徐々に国民が負担する体制へと変化している。こういった歴史的な背景から、高齢者福祉では、まず老人保健法と介護保険法が適用され、やむをえない事由があるときのみ老人福祉法が適用されるという形式となっている。なお、老人保健法廃止後は老人保健法の医療事業は高齢者の医療の確保に関する法律へ、それ以外の保健事業は健康増進法に引き継がれている。

## 主な高齢者福祉
- 老人福祉法の制度
  - 老人福祉施設

老人デイサービスセンター、老人短期入所施設、養護老人ホーム、特別養護老人ホーム、軽費老人ホーム（ケアハウス）、老人福祉センター、老人介護支援センター
  - 訪問介護
  - 認知症対応型共同生活介護（グループホーム）
  - 日常生活用品の給付または貸与

- 老人保健施設

主として病院退院後家庭への復帰を目指す中間施設として制度化された。略して「老健」といわれる。
- 所得保障制度

公的年金（国民年金、厚生年金、共済年金）
生活保護
- 健康高齢者の活動

老人クラブ・シルバー人材センター
- その他高齢者向け施設

老人休養ホーム
老人憩の家

## 関連項目

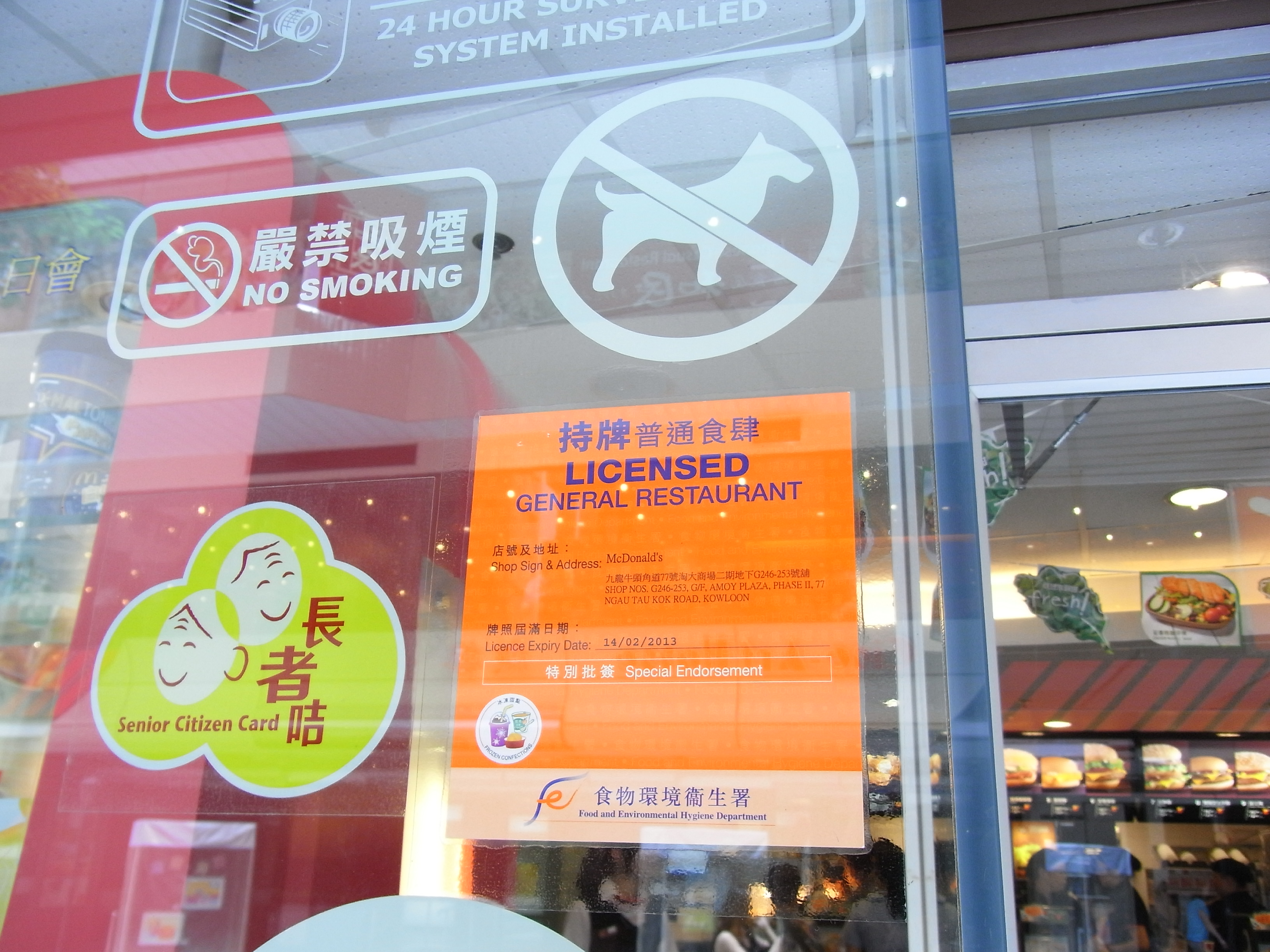
香港の長者咭計劃